# Musikåret 1942

## Händelser

### Okänt datum
- Svenska skivbolaget Toni går i konkurs.[1]

## Årets singlar & hitlåtar
Vänligen sortera soloartister på efternamn, musikgrupper på förstabokstaven (utan engelskans "The" och "A")
- Bing Crosby – White Christmas
- Earl Hines & His Orchestra – Saturday Morning Blues[2]

## Årets sångböcker och psalmböcker
- Evert Taube – Sjösalaboken[3]

## Födda
- 11 januari – Clarence Clemons, amerikansk skådespelare och musiker, saxofonist i The E Street Band.
- 21 januari – Edwin Starr, amerikansk soul-sångare.
- 30 januari – Marty Balin, amerikansk sångare, gitarrist, medlem i Jefferson Airplane.
- 2 februari – Graham Nash, brittisk popmusiker (The Hollies, Crosby, Stills & Nash, Crosby, Stills, Nash & Young).
- 3 februari – Gunnar Edander, svensk kompositör, arrangör av filmmusik.
- 8 februari – Terry Melcher, amerikansk kompositör, låtskrivare och producent.
- 9 februari – Carole King, amerikansk sångare och sångförfattare.
- 15 februari – Gunilla Åkesson, svensk skådespelare och sångare.
- 16 februari – Bob Asklöf, svensk skådespelare och sångare.
- 24 februari – Paul Jones, brittisk sångare, munspelare och skådespelare.
- 26 februari – Lennart Åberg, jazzmusiker (saxofon), kompositör och arrangör.
- 28 februari – Brian Jones, gitarrist, medlem i The Rolling Stones.
- 2 mars – Lou Reed, amerikansk sångare, låtskrivare (Velvet Underground, etc).
- 9 mars – John Cale, brittisk sångare, gitarrist, basist, pianist, låtskrivare och musikproducent.
- 16 mars – Hansi Schwarz, svensk musiker, kulturentreprenör och festivalarrangör.
- 25 mars
  - Aretha Franklin, amerikansk gospel- och soulsångare.
  - Richard O'Brien, brittisk skådespelare, författare och kompositör.
- 13 april – Bill Conti, amerikansk filmmusikkompositör.
- 19 april – Robert Sund, svensk psykolog, dirigent och kompositör.
- 24 april – Barbra Streisand, amerikansk skådespelare och sångare.
- 5 maj – Tammy Wynette, amerikansk countrysångare.
- 9 maj – Tommy Roe, amerikansk musiker.
- 19 maj – Flemming Quist Møller, dansk musiker, illustratör, filmarbetare och författare.
- 23 maj – Sandra Dee, amerikansk skådespelare och sångare.
- 18 juni – Paul McCartney, brittisk multiinstrumentalist, sångare & låtskrivare, medlem i The Beatles.
- 20 juni – Brian Wilson, amerikansk sångare, kompositör, ledarfigur för The Beach Boys.
- 26 juni – Gilberto Gil, brasiliansk musiker och kulturminister.
- 28 juni – Björn Isfält, svensk kompositör, arrangör av filmmusik.
- 13 juli – Roger McGuinn, amerikansk musiker, medlem i The Byrds.
- 14 juli – Jan Rohde, norsk popsångare.
- 22 juli – Lars Färnlöf, svensk trumpetare och kompositör.
- 7 augusti – B.J. Thomas, amerikansk countrymusiker.
- 20 augusti – Isaac Hayes, amerikansk soulsångare, kompositör, musiker och skådespelare.
- 23 augusti – Thorstein Bergman, svensk visdiktare och trubadursångare.
- 31 augusti – Bengt Berger, svensk musiker och kompositör.
- 15 september – Jerry Williams, svensk artist.
- 17 oktober – Gary Puckett, sångare och gitarrist.
- 30 oktober – Sven-David Sandström, svensk tonsättare.
- 7 november – Johnny Rivers, amerikansk sångare och gitarrist.
- 13 november – John P. Hammond, amerikansk bluesgitarrist och sångare.
- 20 november – Norman Greenbaum, amerikansk sångare och låtskrivare.
- 24 november – Billy Connolly, brittisk komiker, musiker och skådespelare.
- 27 november – Jimi Hendrix, amerikansk rockmusiker.
- 21 december – Reinhard Mey, sångare.
- 29 december – Rick Danko, amerikansk rockmusiker, gitarrist i The Band.
- 30 december – Michael Nesmith, amerikansk skådespelare och musiker, medlem av The Monkees 1966–69.

## Avlidna
- 2 maj – Elisabeth Dons, 78, dansk operasångare.
- 30 juli – Jimmy Blanton, 23, amerikansk jazzmusiker, kontrabasist.
- 20 november – Emma Meissner, 76, svensk operettsångare (sopran) och skådespelare.
- 3 december – Wilhelm Peterson-Berger, 75, svensk kompositör.

### Fotnoter
1. ↑  ”78:or & film”. http://78-varv.atspace.cc/toni.htm. Läst 3 juni 2011.
2. ↑  ”Låtar du trodde var svenska”. Arkiverad från originalet den 26 oktober 2013. https://web.archive.org/web/20131026075436/http://gotiskaklubben.wordpress.com/2013/09/22/latar-du-trodde-var-svenska/. Läst 22 mars 2011.
3. ↑  ”Evert Taubes visböcker med innehåll”. http://www.abc.se/~m8169/taube/taubevis.html. Läst 23 mars 2011.